# راينهارد بليتشيرت
راينهارد بليتشيرت (بالألمانية: Reinhard Blechert)‏ (مواليد 7 يونيو 1947) هو سبّاح ألماني، مثّل بلاده في الألعاب الأولمبية الصيفية 1968.

## روابط خارجية
راينهارد بليتشيرت على موقع الاتحاد الدولي للسباحة (الإنجليزية)
- راينهارد بليتشيرت على موقع أوليمبيديا (الإنجليزية)